# Jan van Zijl (politicus)
Joannes Petrus Cornelis Maria (Jan) van Zijl (Amsterdam, 13 oktober 1952) is een Nederlands politicus. Namens de Partij van de Arbeid was hij tussen 1989 en 2000 lid van de Tweede Kamer.

## Voor de politiek
Jan van Zijl is geboren in Amsterdam, waar hij ook zijn HBS diploma haalde. Na een niet afgemaakte studie sociologie (vrije universiteit Amsterdam) studeerde van Zijl af aan de Hogere Agrarische School in Den Bosch.
Van Zijl was begin jaren 80 eigenaar van een tuinbouwbedrijf in Frankrijk. In het begin van de jaren tachtig was van Zijl fractiemedewerker landbouw en visserij voor de PvdA bij het Europees Parlement. Later was hij werkzaam op het ministerie van Landbouw en Visserij. Hij was daar onder meer speechschrijver voor de minister en stafmedewerker E.G. landbouwstructuurbeleid. Kort na de Tweede Kamerverkiezingen 1989 kwam hij in het parlement.

## In de politiek
Van Zijl was aanvankelijk woordvoerder landbouw en visserij en later woordvoerder inkomensbeleid. Als woordvoerder landbouw en visserij nam van Zijl het initiatief tot een hoorzitting over de aanhoudende fraude in de visserij. In 1996 was hij voorzitter van de tijdelijke commissie Onderzoek College van Toezicht Sociale Verzekeringen (CTSV). Van Zijl was initiatiefnemer van het AOW-spaarfonds en verantwoordingsdag in het parlement (derde woensdag in mei).Van Zijl was lid van het fractiebestuur van 1991 tot 2000.
Van Zijl was lid van het Presidium van de Tweede kamer en ondervoorzitter van 1994 tot 1998.
Tussen 1994 en 1998 was van Zijl fractiesecretaris en van 1998 tot 2000 de vicevoorzitter van zijn fractie. In 2000 verliet hij de Kamer, om voorzitter van de commissie van voorbereiding voor de Raad voor Werk en Inkomen in oprichting te worden.

## Na de politiek
Van 1 januari 2002 tot eind 2007 was Van Zijl voorzitter van de Raad voor Werk en Inkomen. Op 1 januari 2008 is Jan van Zijl benoemd als voorzitter van de MBO Raad, de brancheorganisatie van instellingen voor middelbaar beroepsonderwijs (mbo-instellingen): regionale opleidingscentra (roc's), agrarische opleidingscentra (aoc's) en vakinstellingen. Op 1 april 2016 stapte van Zijl op als voorzitter van de MBO Raad om vicevoorzitter te worden van het Algemeen Burgerlijk Pensioenfonds. Hij werd opgevolgd door Ton Heerts.
Van 2006 tot 2009 was Van Zijl eerste voorzitter van het bestuur van de nieuw opgerichte Stichting Blik op Werk die als enige voor de overheid kwaliteitskeurmerken aan inburgering scholen verleent. Zijn medebestuurders waren onder andere Ton Heerts en de voormalige taskforce manager inburgering Ella Vogelaar. De stichting deponeerde over de jaren na het vertrek van Van Zijl geen jaarrekeningen meer.
Van Zijl was onder meer voorzitter van de Stichting van het Onderwijs, van de Stichting Samenwerking Beroepsonderwijs Bedrijfsleven (SBB), van VluchtelingenWerk Nederland,van het platform beroepsonderwijs (HPBO) en voorzitter van de commissie Oost-Groningen, dat op verzoek van het kabinet-Rutte in 2016 advies uitbracht over het versterken van de sociaal-economische ontwikkeling van Oost-Groningen.
Hij is nog voorzitter van World Skills Netherland, voorzitter van de stichting Willem Dreeslezing en sinds 2021 voorzitter van de Parkinson Alliantie. De Parkinson Alliantie is een krachtenbundeling van uiteenlopende disciplines in het Parkinsonveld.
Eerder was hij onder meer lid van de gemeenteraad 's-Hertogenbosch, lid van het partijbestuur Van de Partij van de Arbeid, lid van de programcommissie van de PvdA, lid Partijraad van de PvdA, lid van het Stichtingsbestuur (Raad van Toezicht) van de Universiteit van Tilburg, voorzitter van de Nederlands Peruaanse NGO Chakana, lid bestuursraad Hogeschool Velp, lid bestuur Cultureel Centrum "het Paard" in Den Haag, Lid adviescommissie ICT en Overheid (ingesteld door het kabinet Balkenende), onafhankelijk voorzitter stuurgroep Wieringen Randmeer, lid Raad van Commissarissen Coöperatieve zuivelfabriek "de Zuid-Oosthoek", voorzitter stichting Emplooi, lid bestuur Platform Beta Techniek, lid van de raad van toezicht van Oxfam Novib en voorzitter van de stichting Leren van Elkaar.

## Persoonlijk
Van Zijl is gehuwd met voormalig staatssecretaris Ella Kalsbeek en heeft drie kinderen uit een eerder huwelijk.